# 二甘醇一甲醚
二甘醇一甲醚（也译为甲基卡必醇，或称为2-(2-甲氧基乙氧基)乙醇）是一种有机化合物，化学式CH3OCH2CH2OCH2CH2OH，常温常压下为无色、透明、吸湿液体，常用作工业溶剂。